# Delphinium pseudocaeruleum
Delphinium pseudocaeruleum är en ranunkelväxtart som beskrevs av Wen Tsai Wang. Delphinium pseudocaeruleum ingår i släktet storriddarsporrar, och familjen ranunkelväxter. Inga underarter finns listade i Catalogue of Life.